# Museo Cinematográfico Argentino
El Museo Cinematográfico Argentino fue el primer museo de Argentina dedicado al cine. Lo fundó en octubre de 1941 el crítico, productor y coleccionista cinematográfico Manuel Peña Rodríguez, quien escribía en La Nación a comienzos de los años 30 y dirigió su sección de cine entre 1933 y 1943. Actualmente el Museo ha desaparecido y su material se encuentra actualmente en el Museo del Cine Pablo Ducrós Hicken de la ciudad de Buenos Aires.

## Historia del Museo
El Museo fue creado sobre la base de su colección particular que Peña Rodríguez había ido adquiriendo y contaba además con películas cedidas por Iris Barry, curadora de la Film Library del Museo de Arte Moderno de Nueva York. Su propósito de paliar aunque fuera parcialmente la falta de enseñanza cinematográfica en el país ya que Argentina carecía de instituciones que se dedicaran a esa disciplina y su primera actividad la realizó en el Teatro Odeón con el nombre de Cine Estudio con la colaboración del empresario Augusto Álvarez. Cine Estudio provocó el interés en círculos intelectuales pero no llegó a las recaudaciones que normalmente se obtenían en la sala. Conforme los estatutos de la Academia de Artes y Ciencias Cinematográficas de la Argentina, uno de los miembros de su conducción era el representante del Museo.
En la década de 1960, Peña Rodríguez solicitó un crédito al Fondo Nacional de las Artes para costear el tratamiento de una enfermedad que en definitiva fue la causa de su fallecimiento. Como no podía pagar la deuda entregó en cambio su colección fílmica. Como los filmes estaban en soporte de nitrato de celulosa, usado para ese propósito hasta fines de los años 40, un material es inestable e inflamable, se transfirieron a acetato, si bien se hizo en 16 mm -con la consiguiente pérdida de calidad de imagen- pues en 35 mm elevaba los costos. Los originales fueron destruidos y en año se donaron al Museo del Cine Pablo Ducrós Hicken de la ciudad de Buenos Aires, entonces dirigido por Guillermo Fernández Jurado.
Dentro de esa donación el investigador, historiador y coleccionista Fernando Martín Peña localizó a comienzos de 2008 una copia del filme Metrópolis que contenía todas las escenas consideradas perdidas en la última restauración llevada a cabo por Martin Koerber en 2001 para la Fundación Murnau y basada en el trabajo de Enno Patalas. También se hallaron copias de filmes de otros países que se consideraban desaparecidos.
- Datos: Q6033246